# Wat Mangkon Kamalawat
Wat Mangkon Kamalawat (tiếng Thái: วัดมังกรกมลาวาส, phát âm [wát māŋkɔ̄ːn kāmālāːwâːt]), còn được gọi bằng tên cũ là Wat Leng Noei Yi (tiếng Thái: วัดเล่งเน่ยยี่, phát âm [wát lêŋ nɤ̂j jîː]; giản thể: 龙莲寺; phồn thể: 龍蓮寺; bính âm: Lónglián Sì), là một ngôi đền Phật giáo Trung Hoa lớn nhất và quan trọng nhất ở Bangkok, Thái Lan. Nó thường tổ chức các sự kiện trong năm, bao gồm Tết Nguyên Đán, và lễ hội ăn chay thường niên của Trung Quốc.
Nó nằm ở quận Pom Prap Sattru Phai thuộc khu vực Phố người Hoa, trong khu vực giữa soi Charoen Krung 19 và soi Charoen Krung 21. Ngôi đền là nguồn gốc của Ga Wat Mangkon MRT trên Tuyến MRT Xanh Dương. Nhà ga mở cửa phục vụ cho ngôi đền và phố người Hoa từ năm 2019.

## Lịch sử
Wat Mangkon Kamalawat được thành lập như một ngôi đền Đại thừa Phật giáo vào năm 1871 hoặc 1872 (nhiều nguồn khác nhau), bởi Phra Archan Chin Wang Samathiwat (còn được gọi là Sok Heng), ban đầu nó tên là Wat Leng Noei Yi. Sau đó nó được đặt tên như hiện tại, Wat Mangkon Kamalawat, nghĩa là "Đền Rồng Sen", bởi Vua Chulalongkorn (Rama V).

## Thời gian
Ngồi đền mở cửa từ 8 giờ sáng đến 4 giờ chiều. Không thu phí vé.